# Гостиница Рафтопуло (Таганрог)
Гостиница Рафтопуло — объект культурного наследия регионального значения, который располагается по улице Октябрьской, 35 в городе Таганроге Ростовской области. 

## История
В 1870-х годах купец Афанасий Андреевич Белов построил трехэтажное здание по улице Октябрьской, 35 в Таганроге. Его месторасположение было на противоположенной стороне от вокзальной городской площади. 
В 1874 году состоялась перестройка этого дома. Изначально, когда только начиналось строительство дома, предполагалось, что это здание будет эксплуатироваться в качестве доходного дома, в связи с прокладыванием в Таганрог Курско-Харьковско-Азовской железной дороги. Дом числился в собственности купца Афанасия Андреевича Белова с 1873 по 1880 год. 
В 1890 по 1906 год дом был собственностью крестьянина Евдокима Некрасова и болгарского поданного Никулова. 
В 1915 году дом уже принадлежал купцу Евдокиму Ивановичу Некрасову и уряднику Степану Никифоровичу Дронову. Фамилия последнего собственника — Рафтопуло, под которой здание упоминается как памятник истории. В списках объектов культурного наследия, это здание обозначено как место, в котором был опорный пункт красногвардейцев в дни январского восстания. 
В XXI веке здание используется как жилой дом.
С 1992 года относится к памятникам истории города.